# Mehmet Gölhan
 (signalé en mai 2025).
Si vous disposez d'ouvrages ou d'articles de référence ou si vous connaissez des sites web de qualité traitant du thème abordé ici, merci de compléter l'article en donnant les références utiles à sa vérifiabilité et en les liant à la section « Notes et références ».
- Archive Wikiwix
- Bing
- Cairn
- DuckDuckGo
- E. Universalis
- Gallica
- Google
- G. Books
- G. News
- G. Scholar
- Persée
- Qwant
- (zh) Baidu
- (ru) Yandex
- (wd) trouver des œuvres sur Wikidata

Mehmet Gölhan né en 1929 à Adapazarı et mort le 5 décembre 2013 à Ankara, est un homme politique turc.
Diplômé de l'Université technique d'Istanbul en 1953. Il commence à travailler en 1953, Il devient directeur général de la Direction des routes, des eaux et de l'électricité et en 1967 il est sous-secrétaire du ministère des affaires rurales, il est sous-secrétaire du ministère de l'industrie et de la technologie entre 1970-1974 et 1975-1982, il est ministre de l'industrie et de la technologie (novembre 1974-mars 1975). Il cofonde le parti de la grande Turquie en 1983 mais son parti est interdit par le junte militaire et il cofonde le parti de la juste voie en 1984 et devient le vice-président de ce parti jusqu'en novembre 1993. Député de Sakarya (1987-1995), d'Ankara (1995-1999) et de Konya (1999-2002), ministre d'État (juin-octobre 1993) et ministre de la défense (octobre 1993 - octobre 1995).